# St. Marien (Wiesenburg)

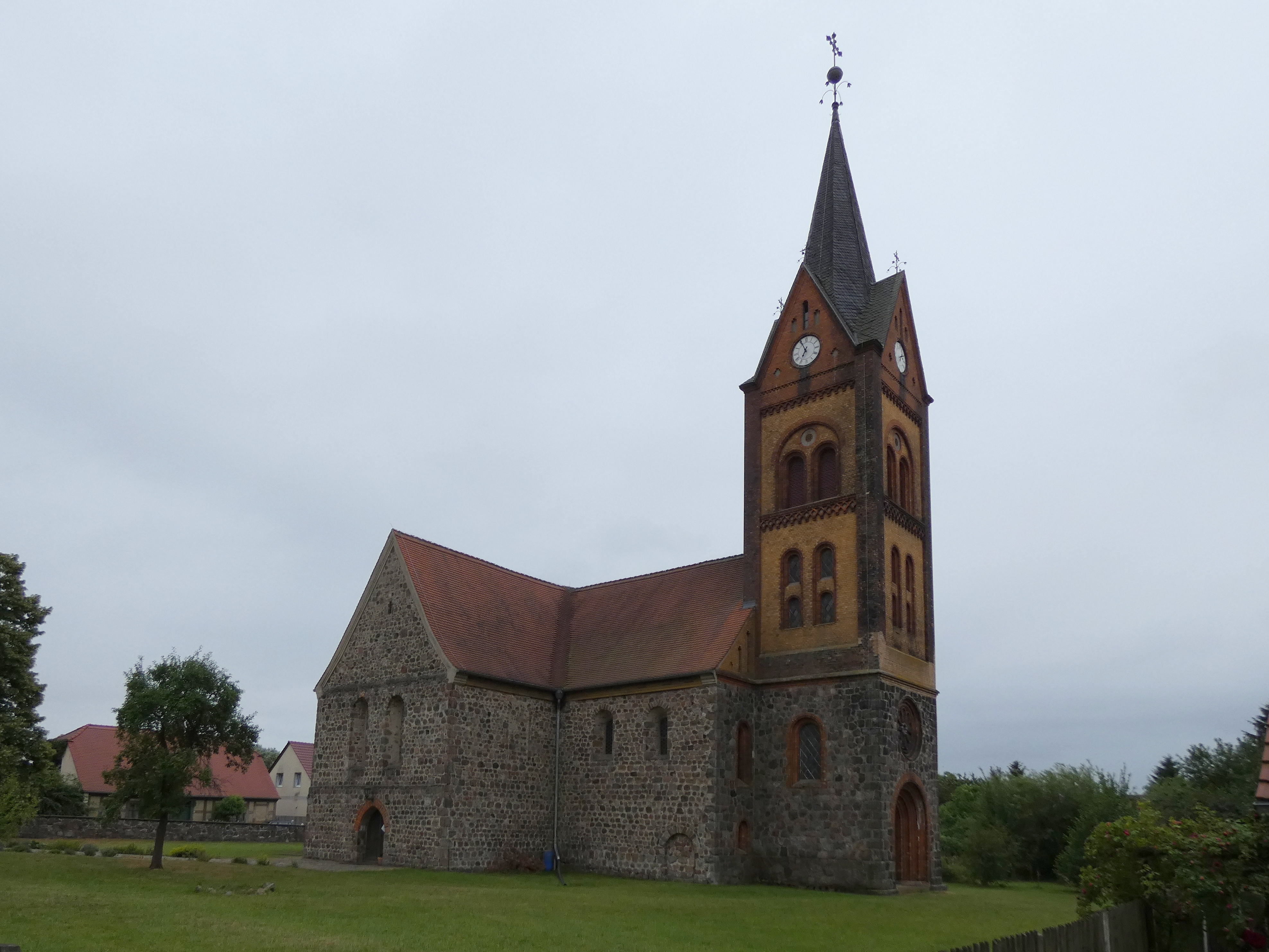
Die Kirche St. Marien in Wiesenburg

Die evangelische Kirche Sankt Marien ist eine Saalkirche auf kreuzförmigem Grundriss im Ort Wiesenburg der Gemeinde Wiesenburg/Mark im Westen des Landes Brandenburg. Sie ist als Baudenkmal ausgewiesen, gehört zur Evangelischen Kirchengemeinde Wiesenburg im Evangelischen Kirchenkreis Mittelmark-Brandenburg der Evangelischen Kirche Berlin-Brandenburg-schlesische Oberlausitz und ist eine offene Kirche.

## Geschichte
Die Marienkirche wurde wahrscheinlich in der Mitte des 13. Jahrhunderts, eventuell auch schon im 12. Jahrhundert als romanischer Feldsteinbau errichtet. Auffällig ist die Randlage im Ort Wiesenburg. Das Längsschiff wurde später im Westen verkürzt. 1561/1562 entstand der Altar der Kirche als ein Werk des Bildhauers Georg Schröter aus Torgau. Im Jahr 1594 beziehungsweise 1623 wurde in der Kirche eine hölzerne Empore über dem Nordportal errichtet. Eine Turmuhr hatte die Marienkirche spätestens seit dem 17. Jahrhundert.
Eine erste Orgel wurde 1696 installiert und stammte aus der Werkstatt von Christoph Donat aus Leipzig. In diesem Jahr wurde auch die Langhausempore errichtet. Den Fußboden der Kirche erhöhte man bei Umbauarbeiten 1769. Farbige Bleiglasfenster der Kirche entstanden in der Zeit von 1864 bis 1871 und wurden von Luise von Miltitz der Kirche übereignet. Der bestehende Turm im Stil der Neuromanik wurde 1879 bis 1880 errichtet. 1958 bis 1959 wurde die Kirche restauriert. In dieser Zeit entstand das Triumphkreuz des Magdeburger Bildhauers Goebel. Eine Vielzahl von Inneneinrichtungsgegenständen stammt aus dem Jahr 1958.
In den 1990er Jahren fanden umfangreiche Restaurierungsarbeiten in der Kirche statt. 1992 bis 1993 erfolgte die Sanierung von Innenputz und Holzbalkendecke und eine Neueindeckung des Kirchendachs. Im Jahr 1994 wurden am Turm Reparaturarbeiten durchgeführt und 1995 der Fußboden erneuert. In den weiteren Jahren erfolgte der denkmalgerechte Neuanstrich der Holzbalkendecke und der Wände, Instandsetzungen des Kirchengestühls und der Kanzel und der Wiedereinbau restaurierter Bleiglasfenster. 1999 erhielt der Kirchturm eine Funkuhr und die Orgel wurde umfassend gereinigt und neu gestimmt und der Balg erneuert. 2001 gab es eine Restaurierung der Kirchenglocken.

## Bauwerk

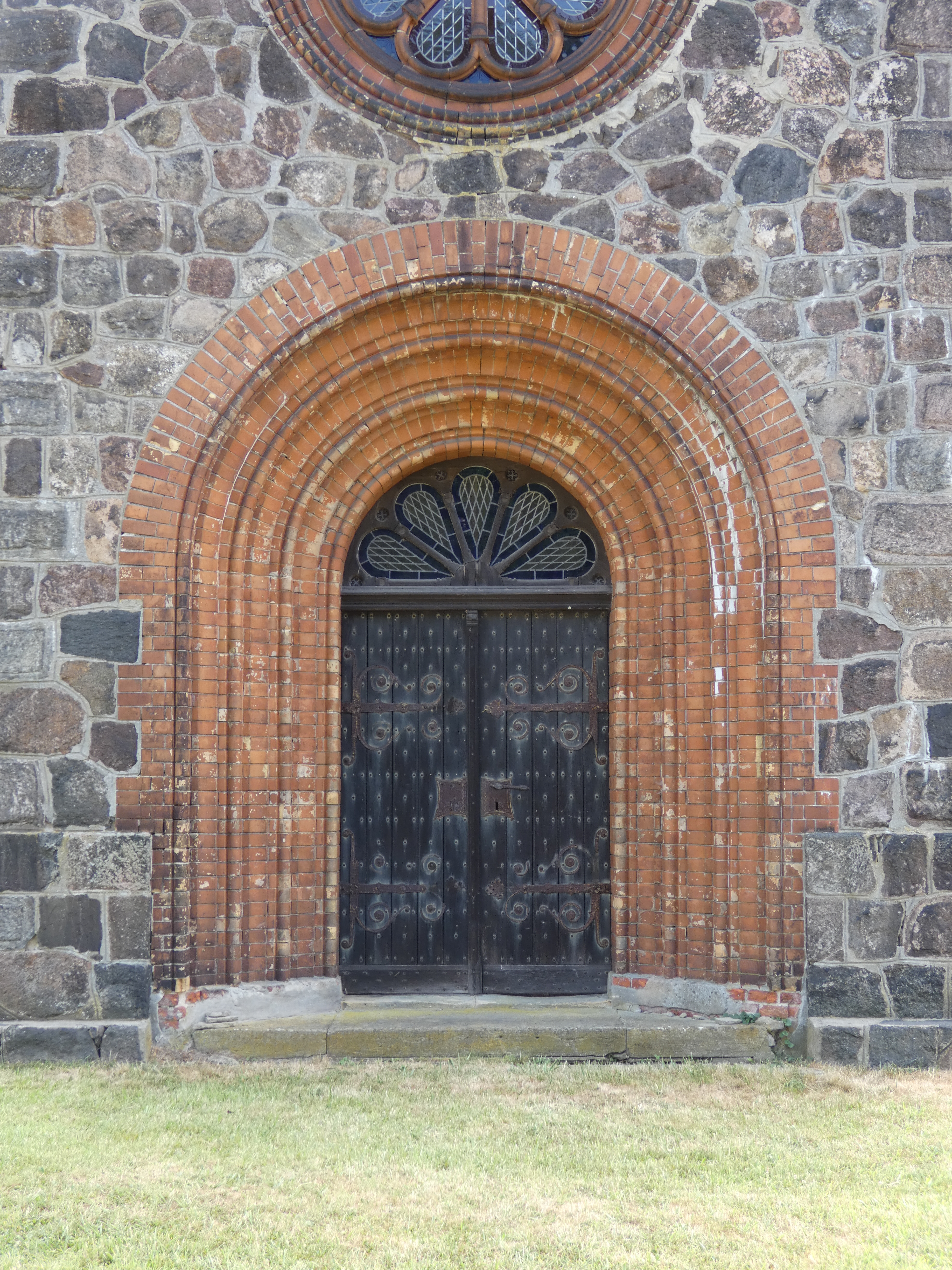
Stufenportal im Westen

Die Kirche ist eine Kreuzkirche mit vier etwa gleich langen Armen. Sie ist aus Feldsteinen errichtet. Im Ostarm ragt eine Apsis aus dem Baukörper, die außen fünfseitig polygonal, nach innen rund erscheint. Im Westen befindet sich der Turm. Dieser ist im unteren Teil ebenfalls aus Feldsteinen errichtet. Auf den Feldsteinsockeln wurde mit Klinker im Stil der Neuromanik aufgestockt. Die Fenster der Kirche und Schallöffnungen im Turm sind fast ausschließlich rundbogig. In der Apsis wurden drei eingearbeitet. Lediglich ein kleines und nachträglich eingearbeitetes Südfenster ist segmentbogig gestaltet und über dem Westportal befindet sich eine Fensterrose. Die Marienkirche verfügt über drei Portale. Im Querschiff befinden sich ein spitzbogiges Nord- und ein Südportal. Ein Westportal im Turm ist ein ausgeprägtes, vierstufiges rundbogiges Stufenportal aus Backsteinen gemauert. Ein ursprüngliches, kleines und rundbogiges Nordportal im Längsschiff ist zugesetzt. Das Dach von Längs- und Querschiff ist ein Satteldach, welches mit roten Biberschwänzen eingedeckt ist. Ebenfalls mit roten Biberschwänzen ist das halbe Kegeldach der Apsis eingedeckt. Auf dem Kirchturm befindet sich ein spitz aufragender Turmhelm, welcher mit schwarzem Schiefer gedeckt ist. Die Spitze markieren eine Turmkugel und ein Kreuz. Weitere vier Kreuze sind über den Spitzgiebeln, in welchen die Turmuhren eingebracht sind, aufgestellt.

## Ausstattung
Die Empore im Langhaus hat eine Dockenbrüstung. Die über dem Nordportal aus 1594 wird Herrschaftsempore genannt und ist hufeisenförmig. Sie zeigt eine Galerie mit Familienwappen diverser Adeliger. Es sollen die Wappen der Ahnen der Familie von Lindau dargestellt sein.
Mehrere Bleiglasfenster zeigen Wappen. Zwei Fenster werden Insektenfenster genannt. In vier Fenstern mit figürlichen Darstellungen werden Geschichten aus dem Neuen Testament dargestellt.
An den Seiten im Chor und im südlichen Seitenschiff sind mehrere Epitaphien und Grabsteine aufgestellt. Ein Grabstein mit einer Ritzzeichnung, der bei Fußbodenarbeiten 1995 gefunden wurde, weist die Jahreszahl 1257 auf. Es soll sich dabei nach Informationen des Förderkreises Alte Kirchen Berlin-Brandenburg um den ältesten Grabstein Brandenburgs handeln. Ein Sandsteinrelief zeigt die Darstellung des Jüngsten Gerichts. Im südlichen Querschiff hängen eine Taube und ein Engel mit Harfe. Diese stammen aus dem 18. Jahrhundert.
Ein Ölgemälde, das Lucas Cranach dem Jüngeren zugeschrieben ist, zeigt die Frau Margarethe von Dies(s)kau, die erste Ehefrau von Friedrich Brand von Lindau, im Wochenbett und ihr neugeborenes Kind am Sonnabend, 22. November 1568. Ihr Tod nach der Geburt der Tochter veranlasste Friedrich, das Gemälde in Auftrag zu geben. Es zeigt Margarethe in einem Baldachinbett liegend in dem Moment, in dem sie ihr Kind einer Verwandten übergibt. Der Augenblick wird durch einen rot gekleideten Engel symbolisiert, der am Kopfende des Bettes wacht und eine Sterbekerze trägt. Rechts neben Margarethe steht – durch ein zur Brust geführtes Taschentuch erkennbar – der trauernde Ehemann. Links sitzt eine weibliche Person, die von Experten als Margarethes Mutter gedeutet wird. Der Hund am unteren Bildrand symbolisiert die Treue und soll damit auf die gute Ehe der beiden hindeuten. In den unteren Bildecken sind zwei Kartuschen, die links das Wappen der Familie Brandt und rechts das Wappen der Familie von Lindau mit dem Lindenbaum zeigen. Eine Inschriftentafel auf dem Bild wie auch auf ihrem Epitaph lautet: „Anno 1568 Am Sonabent den 22 Novembris frue Zwischen 5 und 6 ist die Edle und tugentsame fraw Margareta geboren von Diskaw des gestrengen und Ebrnvesten Friderich Brandt v. Lindaw, ehliche hausfraw in der Wochen den 9 thag in Gott sanft entschlaffen und von eine junge Tochter genesen.“ Die Trauerszene unterscheidet sich von Vergleichsgemälden durch die Renaissancekulisse; Vorbilder dürften italienische Architekturperspektiven gewesen sein. Im Epitaph wird das Baldachinbett im öffentlichen Raum gezeigt; im Hintergrund sind Personen zu erkennen, die aus ihren Fenstern heraus das Geschehnis beobachten. Experten vermuten, dass dieser Stil von Friedrich bewusst gewählt worden ist, da bereits die Darstellung der sterbenden Ehefrau die Konventionen der damaligen Zeit überschritt. Die letzte Restaurierung des Werkes liegt über 60 Jahre zurück; das Bild befindet sich in einem schlechten Gesamtzustand. Im Jahr 2024 kam es zu einem Spendenaufruf, mit dem das Gemälde restauriert werden soll.

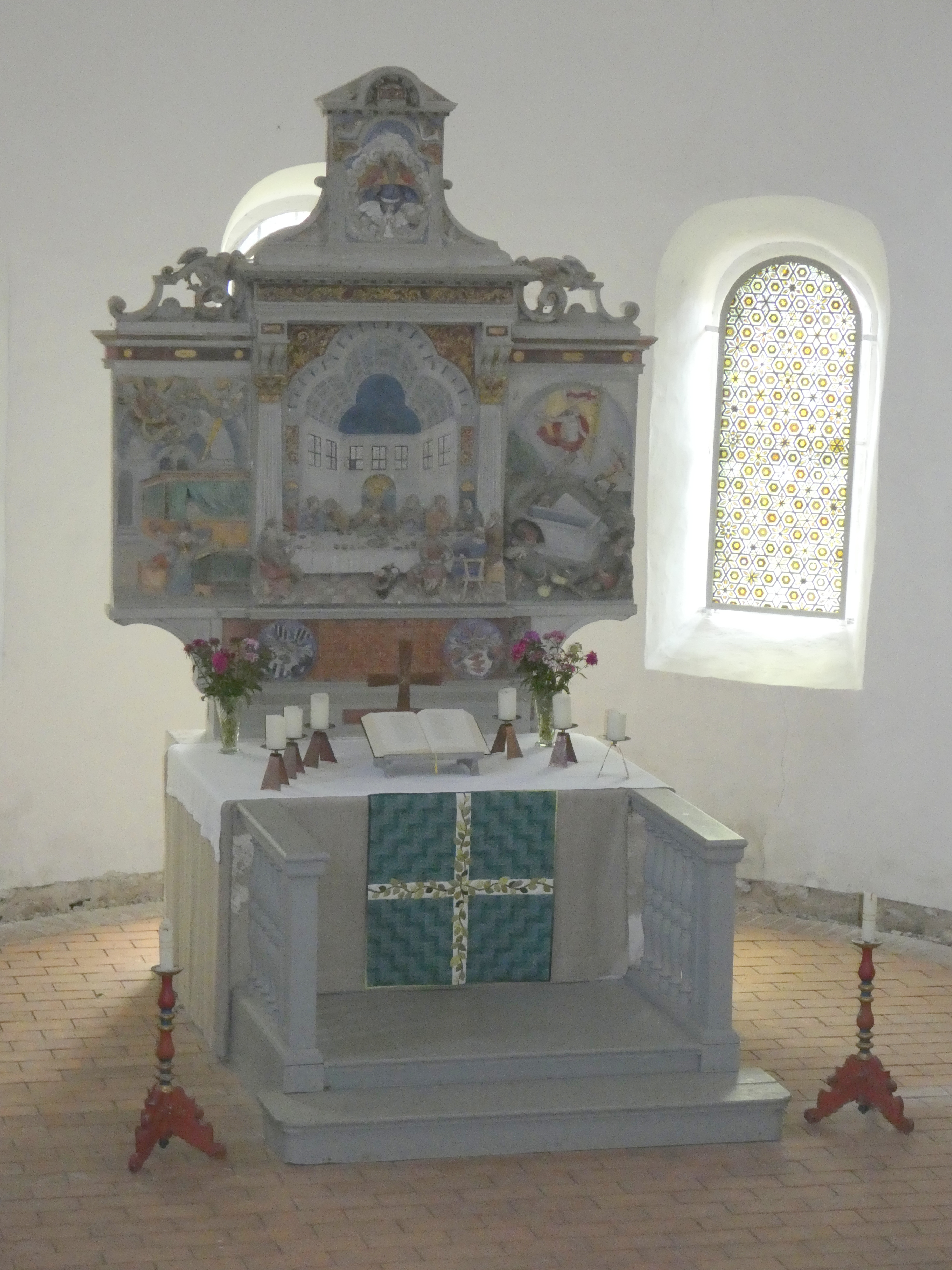
Altar aus der Werkstatt Georg Schröters von 1561

Der Altar stammt aus 1561/1562 und wurde 1931 restauriert. Er hat einen gemauerten Tisch mit einem Altarretabel aus Sandstein und zeigt in bildlichen Darstellungen im linken Flügel die Verkündigung an Maria, im Mittelbild das Abendmahl Jesu und im rechten Flügel die Auferstehung des Herrn. Der Aufsatz zeigt den gekrönten Gott Vater und vor ihm den Heiligen Geist in Form einer Taube. Darüber ist die Jahreszahl 1561 erkennbar. Inschriften in der Predella greifen das Altarbild auf und verweisen auf der Rückseite auf den Stifter Friedrich III. Brand von Lindau.
Eine Holzbalkendecke ist in den Farben Grau und Weiß gehalten und mit Bändern in Grün, Rot und Blau verziert. Der achteckige Taufstein besteht aus Sandstein und weist am Rand als Fries ein Lilienmuster auf. Er stammt aus der Zeit etwa um 1400. Er fasst etwa 70 Liter. Eine Haube für den Taufstein stammt aus dem Jahr 1958 und wurde von einem örtlichen Kupferschmied gefertigt. Der gleiche Kupferschmied Hess fertigte auch die Leuchter und das Altarkreuz. Ebenfalls aus 1958 stammt das Triumphkreuz von einem Magdeburger Bildhauer Goebel.
Im Glockenstuhl der Kirche hängen drei Glocken. Die größte dieser besteht aus Bronze und hat einen Durchmesser von 112 Zentimetern und ein Gewicht von etwa 880 Kilogramm. Diese ist auch die älteste der drei und stammt aus der Zeit um das Jahr 1250. Sie trägt eine lateinische Inschrift. Die zwei kleineren Glocken stammen als Nachgüsse vorbestehender aus dem Jahr 1957. Die Kirchturmuhr weist mit ihrem Ziffernblatt in alle vier Himmelsrichtungen. Das aus dem 17. Jahrhundert stammende Uhrwerk wurde in den 1990er Jahren gegen eine Funkuhr ausgetauscht und wurde in der Nordempore untergebracht.

## Orgel

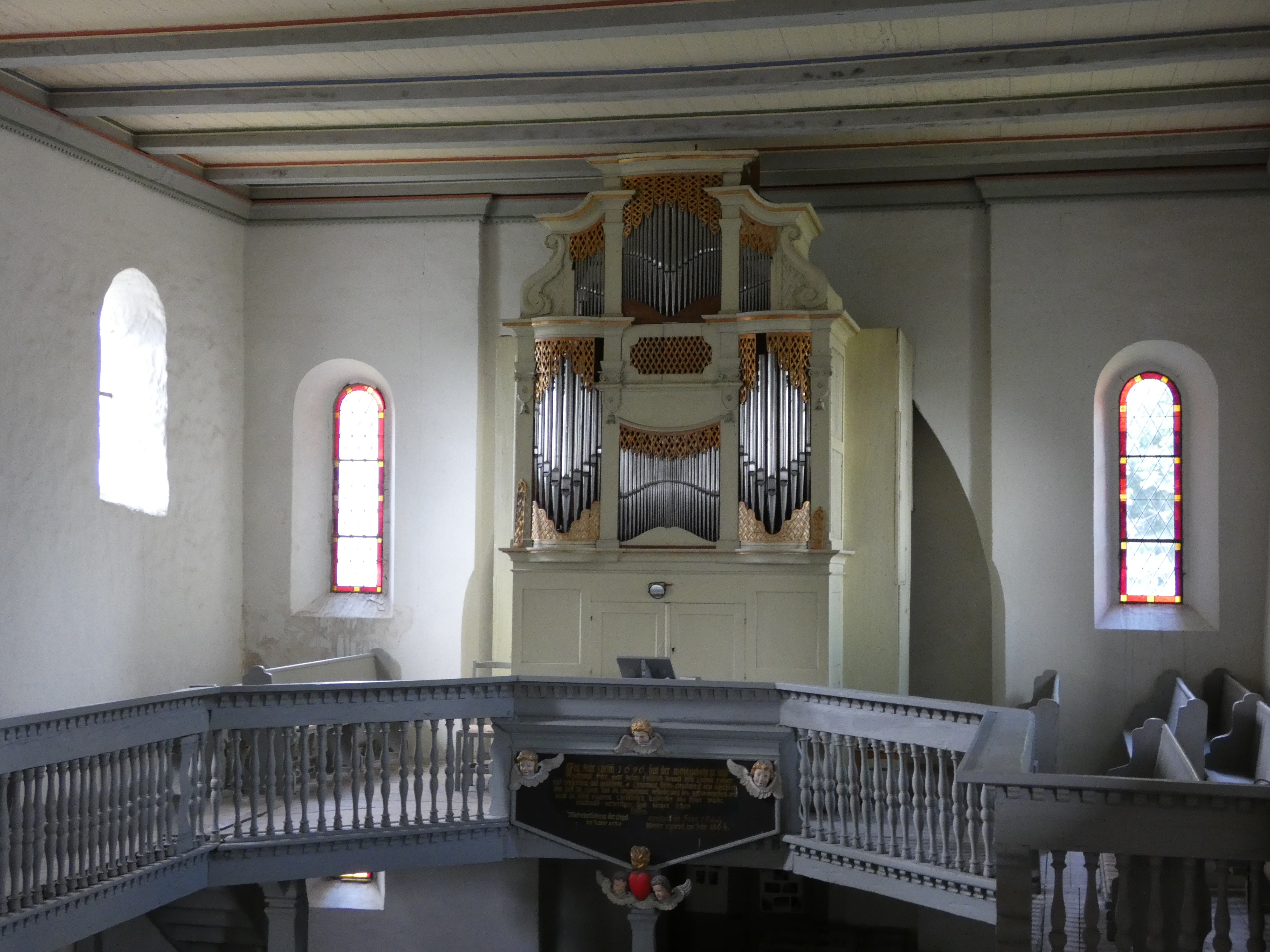
Hübner-Orgel (1775) auf der Westempore

Im Jahr 1775 wurde die Donat-Orgel durch eine neue Orgel aus der Werkstatt Johann Ephraim Hübners aus Wittenberg ersetzt. Hübner verwendete bei seinem Bau Teile des vorbestehenden Instruments. Die Orgel steht auf der Westempore. Sie hat 17 Register auf zwei Manualen und Pedal.
Die Disposition lautet:
| I Hauptwerk CD–c3  |       |
| Quintadena         | 8′    |
| Gedackt            | 8′    |
| Principal          | 4′    |
| Rohrflöte          | 4′    |
| Nassat             | 2 ⁄3′ |
| Octave             | 2′    |
| Cornett III (ab g) |       |
| Mixtur IV          |       |

| II Oberwerk CD–c3 |       |
| Rohrflöte         | 8′    |
| Kleingedackt      | 4′    |
| Principal         | 2′    |
| Quinte            | 1 ⁄3′ |
| Octave            | 1′    |
| Scharff III       |       |

| Pedal CD–c1 |     |
| Subbass     | 16′ |
| Octave      | 8′  |
| Posaune     | 16′ |

- Koppeln: II/I, I/P
- Spielhilfe: Sperrventil HW